# 和歌山放送ラジオ送信所
和歌山放送ラジオ送信所（わかやまほうそうラジオそうしんじょ）は、和歌山県和歌山市にある和歌山放送の送信所である。なお、正式な放送局名は、「和歌山放送狐島ラジオ送信所」である。

## 概要
- 当送信所は、和歌山市内にあり、県北部地域に電波を発射している。
- なお、和歌山放送の送信所・全中継局の中で唯一、AMステレオ放送を実施している。

## 送信所送信施設概要
| 周波数  | 放送局名       | コールサイン | 空中線電力 | 放送対象 地域 | 放送区域 内世帯数 |
| ------- | -------------- | ------------ | ---------- | ------------- | ----------------- |
| 1431kHz | WBS 和歌山放送 | JOVF         | 5kW        | 和歌山県      | 約-万世帯         |

- 送信所置局住所は、和歌山市狐島643番地。対岸の徳島県東部でも当局の放送を昼夜通して良好に受信可能。